# Крепелсхаген-Фарендорф
Крепелсхаген-Фарендорф (њем. Kröppelshagen-Fahrendorf) општина је у њемачкој савезној држави Шлезвиг-Холштајн. Једно је од 131 општинског средишта округа Херцогтум Лауенбург. Према процјени из 2010. у општини је живјело 1.094 становника. Посједује регионалну шифру (AGS) 1053072.

## Географски и демографски подаци
Крепелсхаген-Фарендорф се налази у савезној држави Шлезвиг-Холштајн у округу Херцогтум Лауенбург. Општина се налази на надморској висини од 57 метара. Површина општине износи 8,4 km². У самом мјесту је, према процјени из 2010. године, живјело 1.094 становника. Просјечна густина становништва износи 131 становника/km².